# Partito Democratico Sociale (Brasile)
Il Partito Democratico Sociale (Partido Democrático Social, PDS) fu un partito politico del Brasile.

## Storia
Il PDS fu un partito conservatore nato dalla ridenominazione, nel 1980, del partito ARENA (port.: Aliança Renovadora Nacional), uno dei due partiti politici esistenti sotto il sistema bipartito istituito dal regime militare brasiliano nel 1964 e che aveva governato in quegli anni. Fu guidato da  José Sarney.
Alle prime elezioni multipartitiche del 1982 per il parlamento ottenne il 43,2%.
Nel 1984, quando fu designato come candidato alla presidenza della repubblica Paulo Maluf, un gruppo consistente  guidato da Sarney, lasciò il partito, e Maluf nel 1985 ottenne solo il 27.27% dei voti, non venendo eletto.
Nel 1993 si dissolse in seguito alla sua fusione col Partito Democratico Cristiano (PDC) per formare il Partito Progressista Riformatore (PPR), di destra, dal 2003 Partito Progressista.